# Palazuelos de Villadiego
Palazuelos es una localidad situada en la provincia de Burgos, comunidad autónoma de Castilla y León (España) en la comarca de Odra-Pisuerga; pertenece al ayuntamiento de Villadiego.

## Datos generales
En 2024, contaba con 2 habitantes. Situado junto a Rioparaíso, 13 km al noroeste de la capital del municipio, Villadiego, en la vertiente sur de Peña Amaya. Bañado por el arroyo de Salcedilla afluente del río Moralejos que nace en Ordejón y desemboca en el río Odra. Se puede acceder a él desde la carretera  BU-621  que, atravesando Barrios de Villadiego, nos conduce a Humada, o bien por la carretera provincial  BU-V-6218  que comunica Sandoval de la Reina con Los Ordejones.

Eclesiásticamente se encuadra en el Arciprestazgo de Amaya.

Wikimapia/Coordenadas: 42°35′33″ N 4°4′20.7″ O

## Situación administrativa
Es una entidad local menor cuyo alcalde pedáneo es Ángel Miguel Miguel, perteneciente al Partido Popular.

## Historia

### Edad Media
Citado como Palaciolos en 1250, en la Estimación de Préstamos del Obispado de Burgos.
En 1352 aparece en el Becerro de las Behetrías como Palaçiuelos. Entonces el pago de los impuestos se hacía en trigo y en dineros.
En 1352 era, junto con Amaya, Ordejón, Cejancas, Población de Abajo y Villafría, señorío único de Lope Díaz de Rojas.

### Edad Moderna
El lugar formaba parte de la Cuadrilla de Sandoval en el Partido de Villadiego, uno de los catorce que formaban la Intendencia de Burgos, durante el periodo comprendido entre 1785 y 1833, según el Censo de Floridablanca de 1787. Era una jurisdicción de señorío, siendo su titular el Duque de Frías, que nombraba alcalde pedáneo.

Figura como municipio de Castilla la Vieja en el partido de Villadiego en 1843 (código INE- 095086).

En el censo de la matrícula catastral, contaba con 12 hogares y 50 vecinos.

En el censo de 1857 este municipio desaparece, porque se integra en el municipio 09465 Villavedón.
De acuerdo con el Diccionario Geográfico y Estadístico de Miñano, en 1827 lo describe: como Lugar secular de España, provincia de Burgos, cuadrilla de Sandobal, con alcalde pedáneo. Tiene 30 vecinos, 118 habitantes. Una parroquia. Confina con Villavedón, Rioparaíso y Sandobal de la Reina. Terreno muy llano. En la parte norte hay una cordillera de cuestas que domina los pueblos de aquella parte. Produce granos en corta cantidad y algún ganado lanar. Contribuye con 1,088 reales.
Madoz lo describe en 1850 como una aldea con ayuntamiento que pertenece a la provincia, diócesis, audiencia territorial y capitanía general de Burgos. Partido judicial de Villadiego. Situado en un llano. Vientos predominantes norte y suroeste. Clima bastante frío. Tiene 26 casas con la capitular. Iglesia parroquial de Santa Eulalia servida por un cura párroco y un sacristán. Todos los caminos son de herradura y están en buen estado. La correspondencia se recibe de Villadiego por valijero. Producciones: trigo, cebada, yeros, legumbres y ganado lanar. Población: 12 vecinos con 50 habitantes. El presupuesto municipal asciende a 300 reales y se cubre por reparto vecinal.

## Patrimonio inmueble y mueble

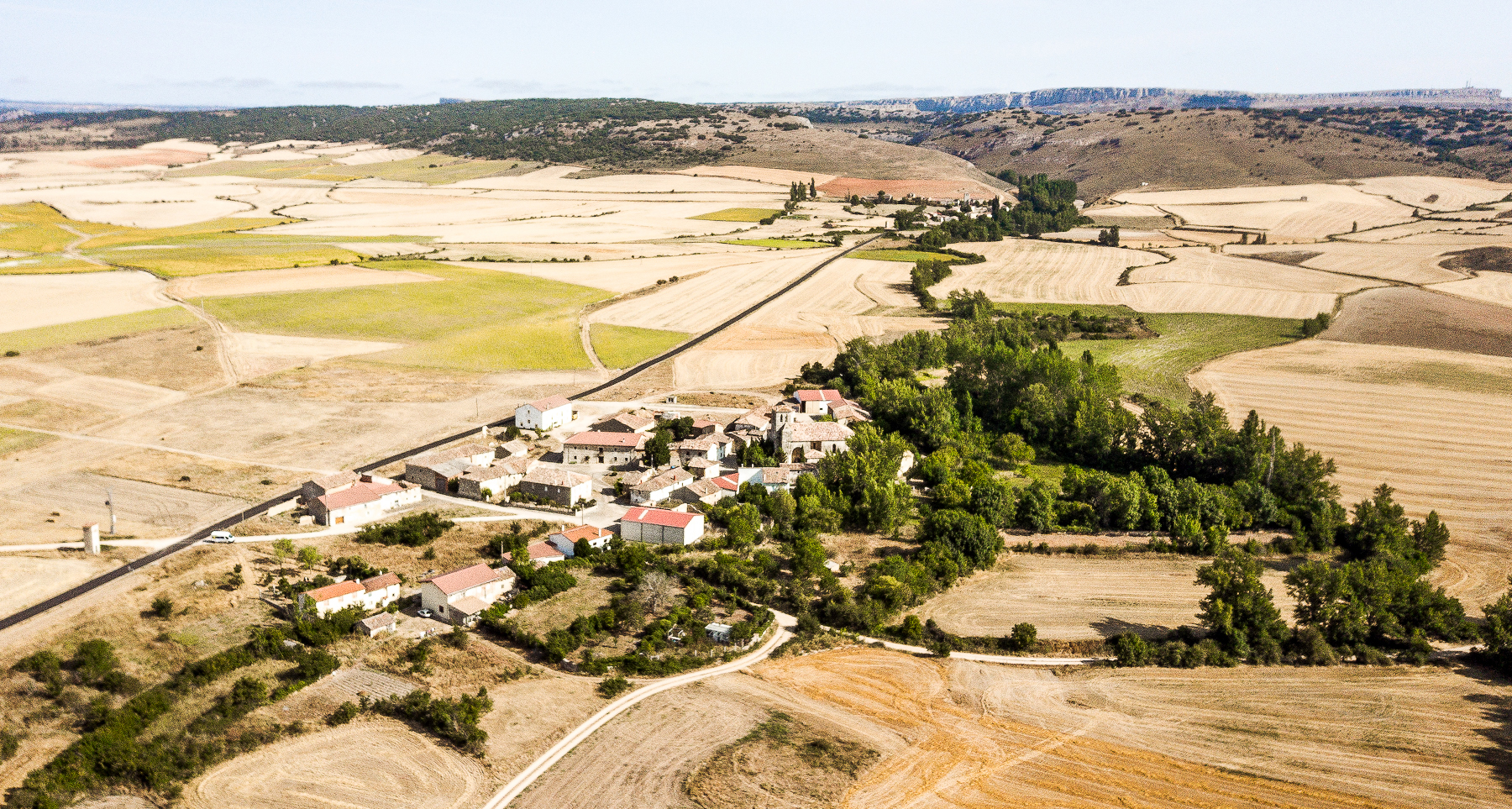
Palazuelos de Vista aérea.

Iglesia de Santa Eulaliaconstrucción del siglo XVI. Una nave. Planta rectangular. Torre campanario del siglo XVII. Ábside plano. Portada barroca situada bajo el pórtico. Bóveda de crucería del siglo XVII. Capilla adosada del siglo XVII. Dos ventanas con capiteles deteriorados. Pila bautismal gallonada, con arcadas en la parte superior y cabezas antropomorfas. De la época románica solo queda en pie el muro occidental.

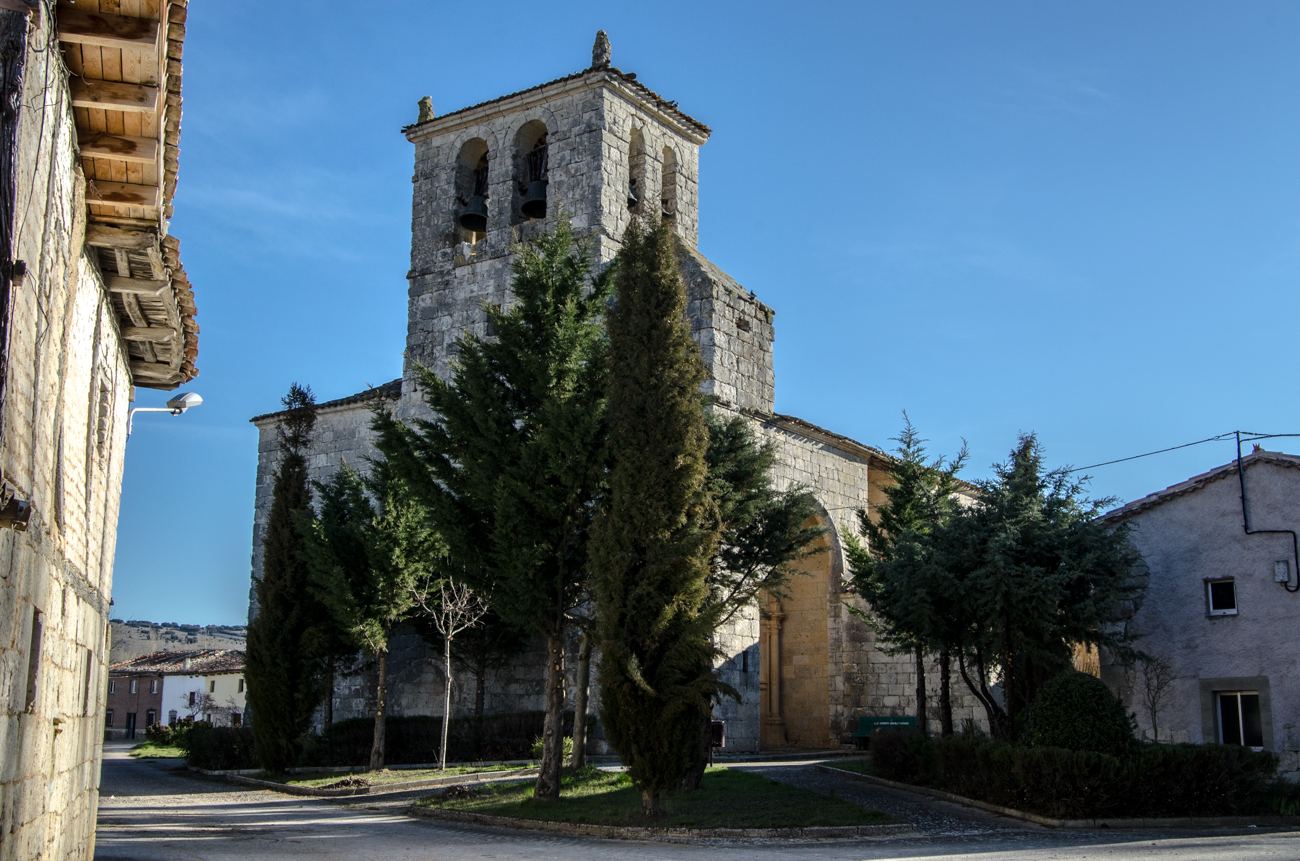
Iglesia de Eulalia.
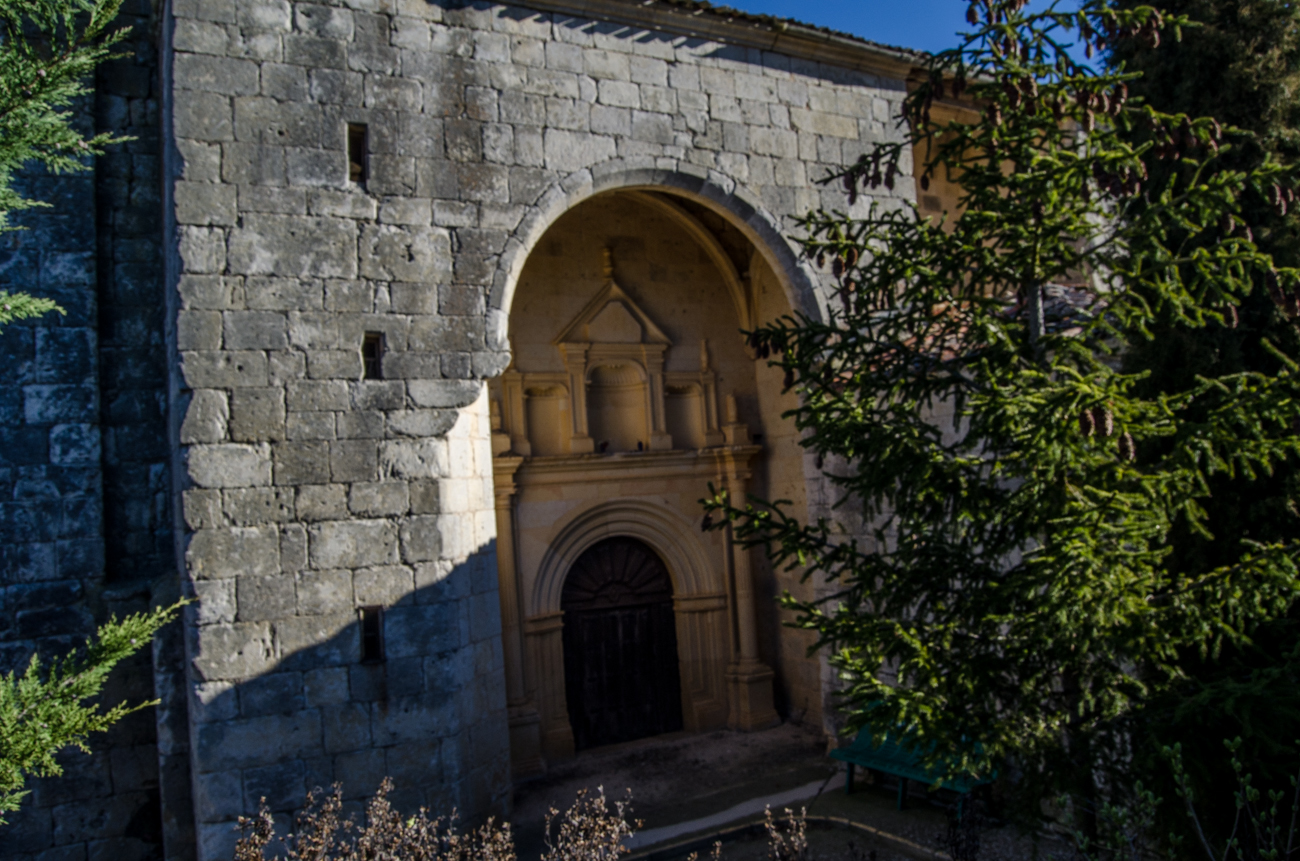
Iglesia de Eulalia. Portada.
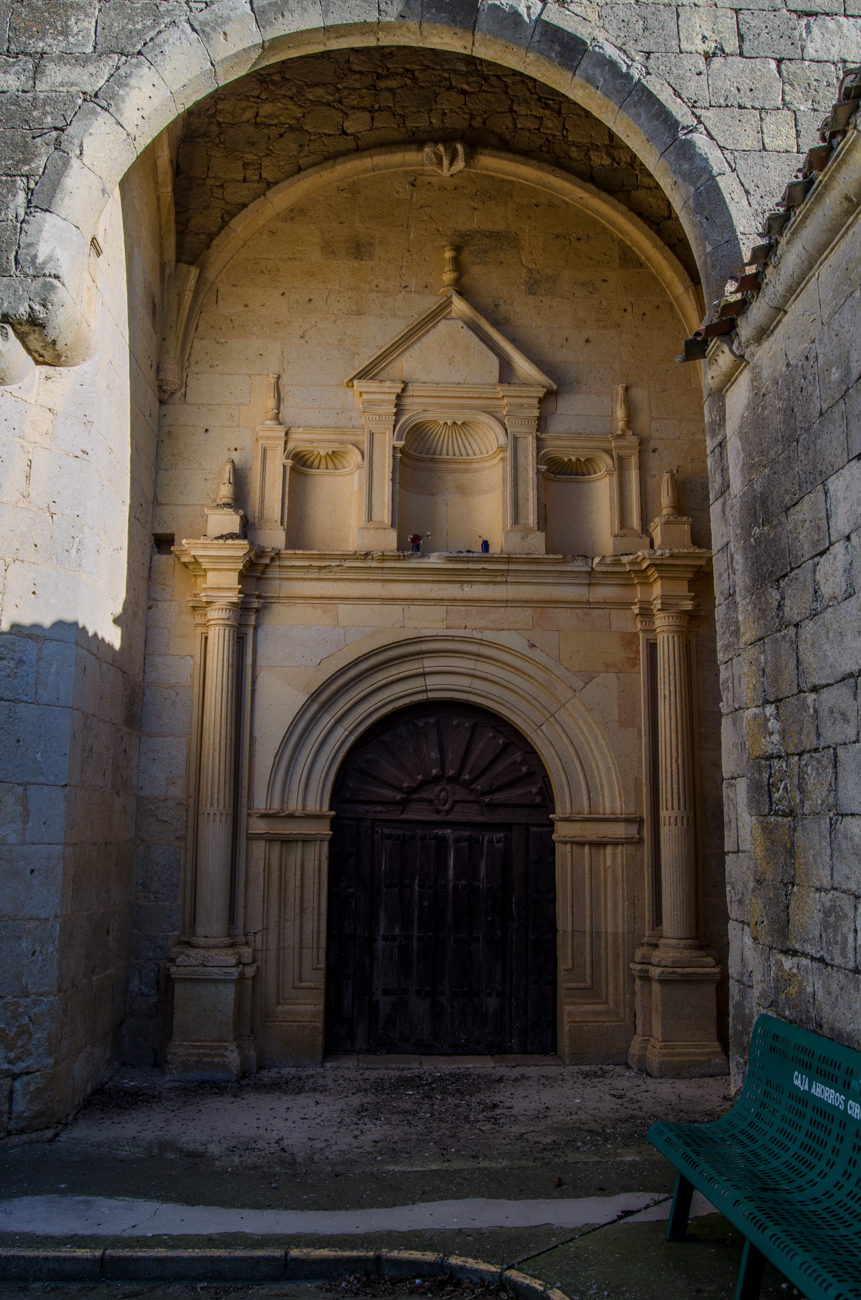
Iglesia de Eulalia. Portada.
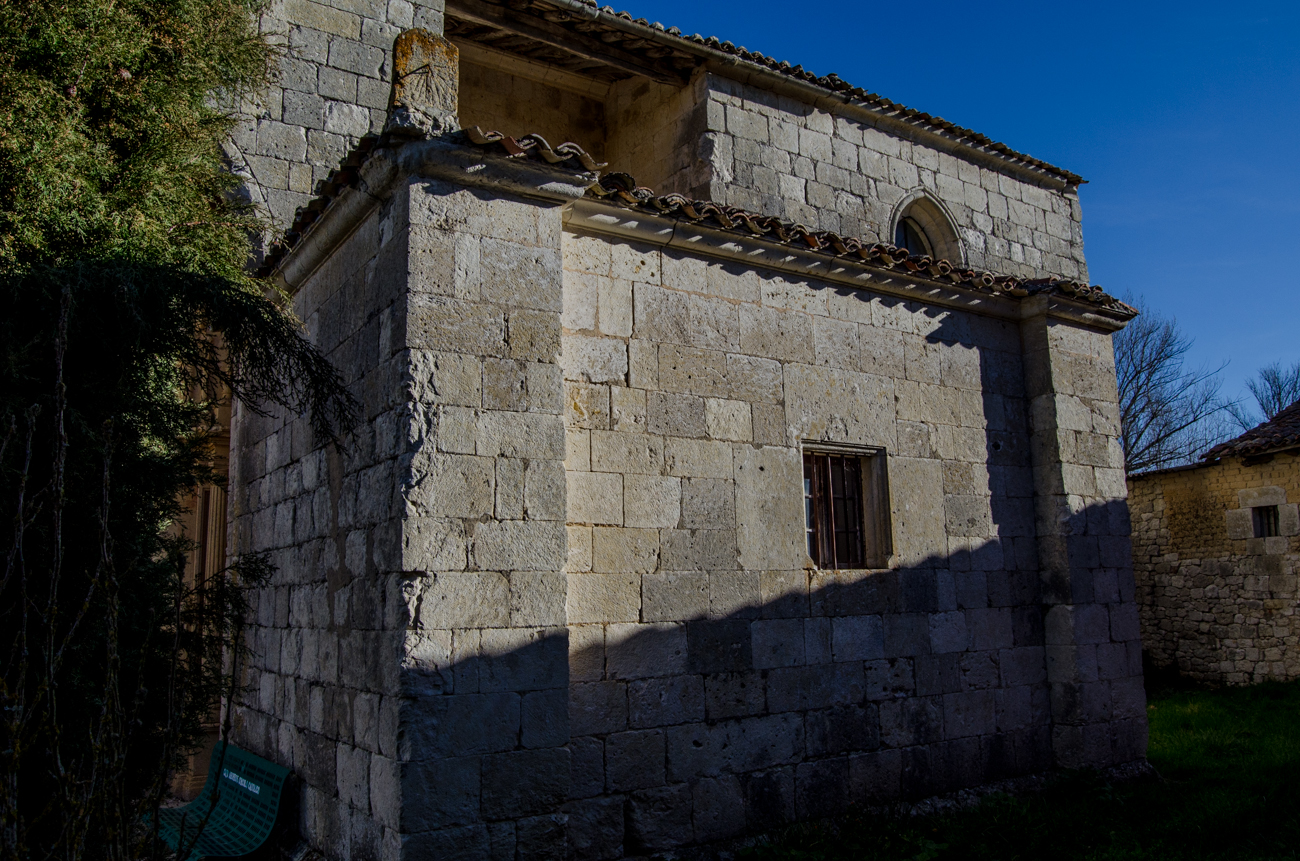
Iglesia de Eulalia. Sacristía.
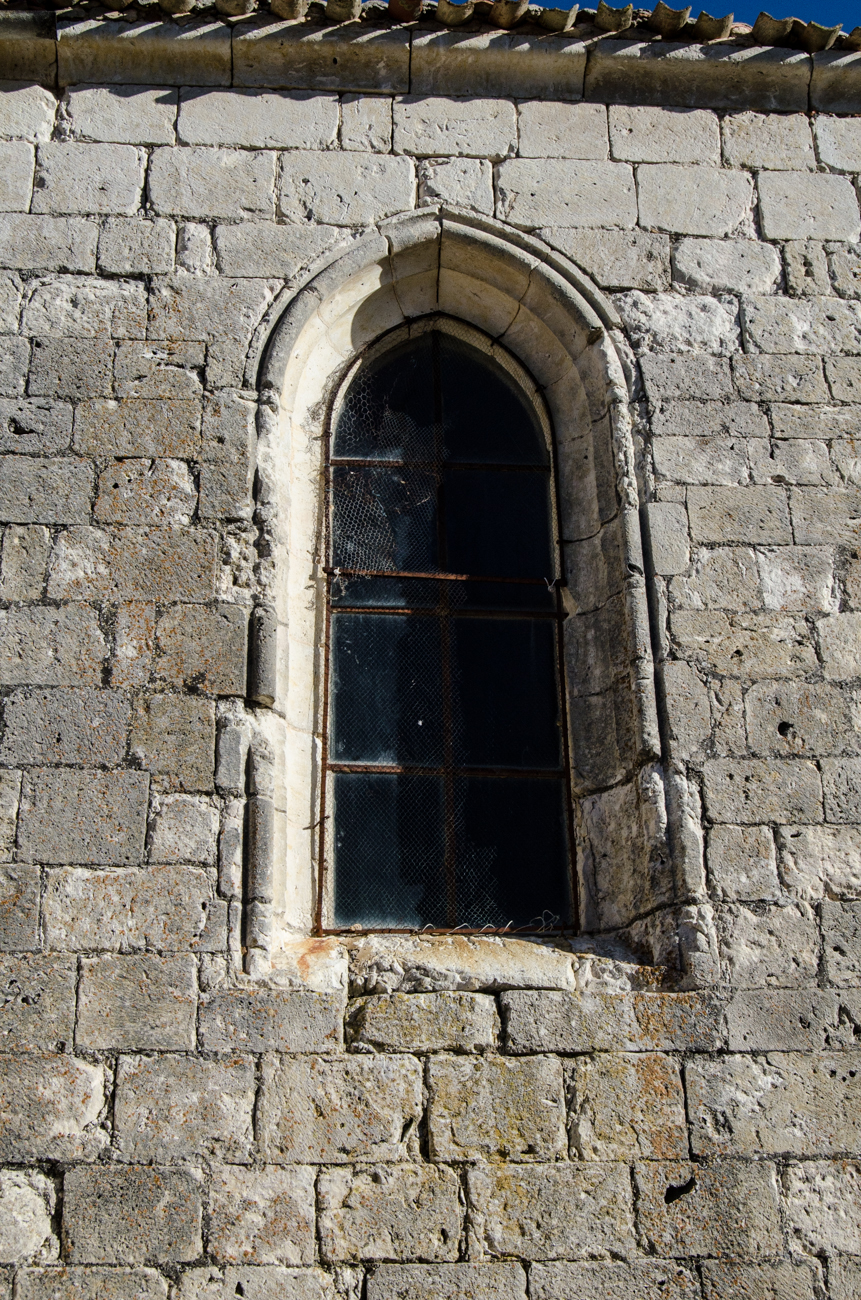
Iglesia de Eulalia. Ventana.
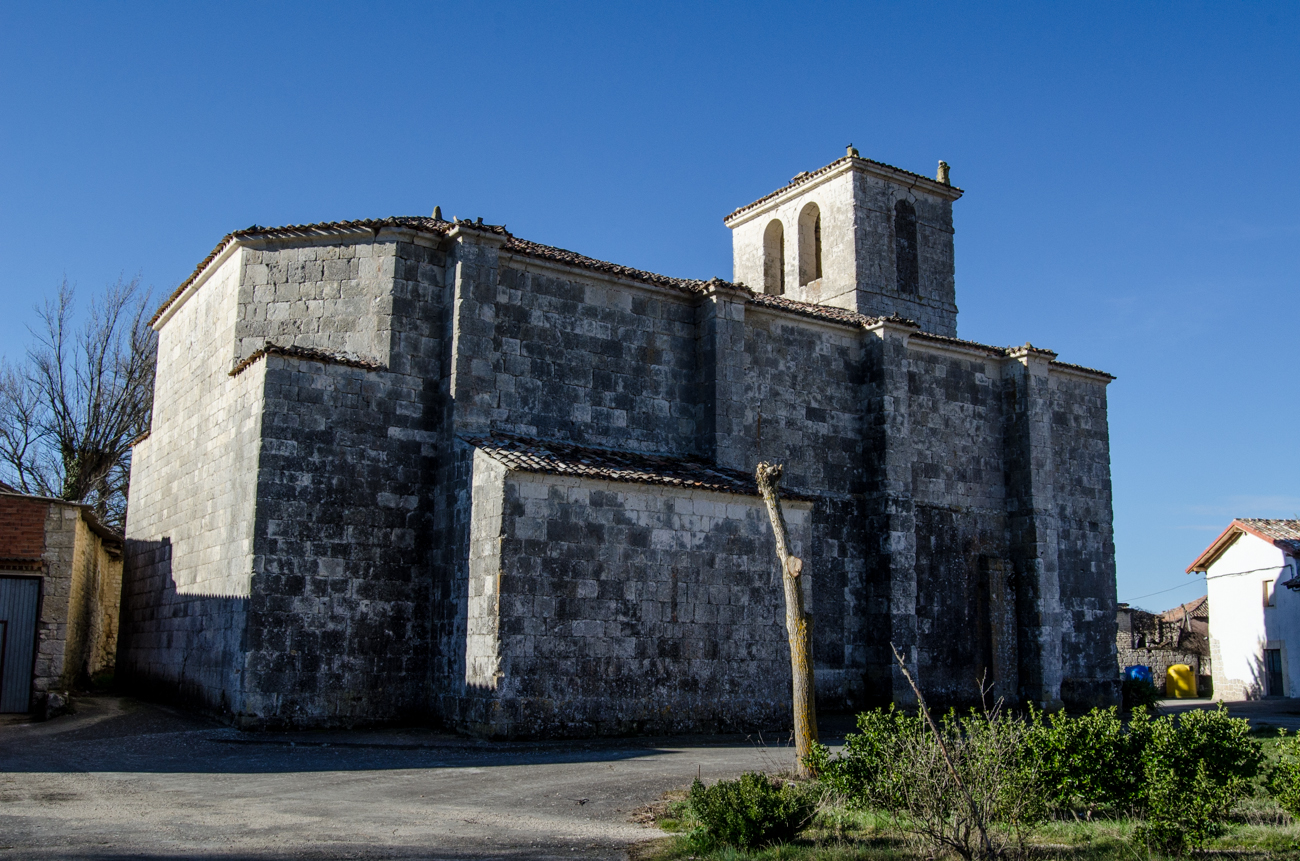
Iglesia de Eulalia. Norte.
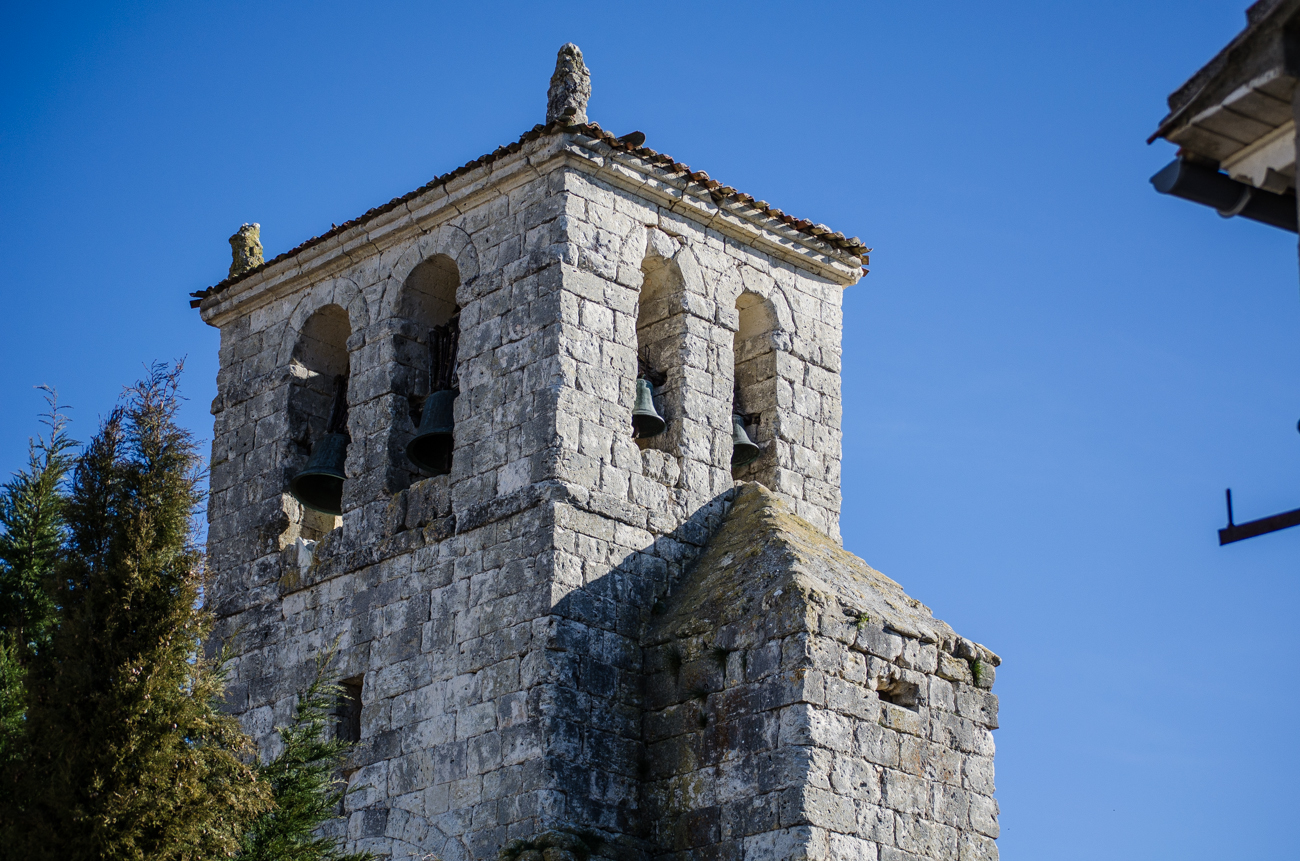
Iglesia de Eulalia. Torre campanario.
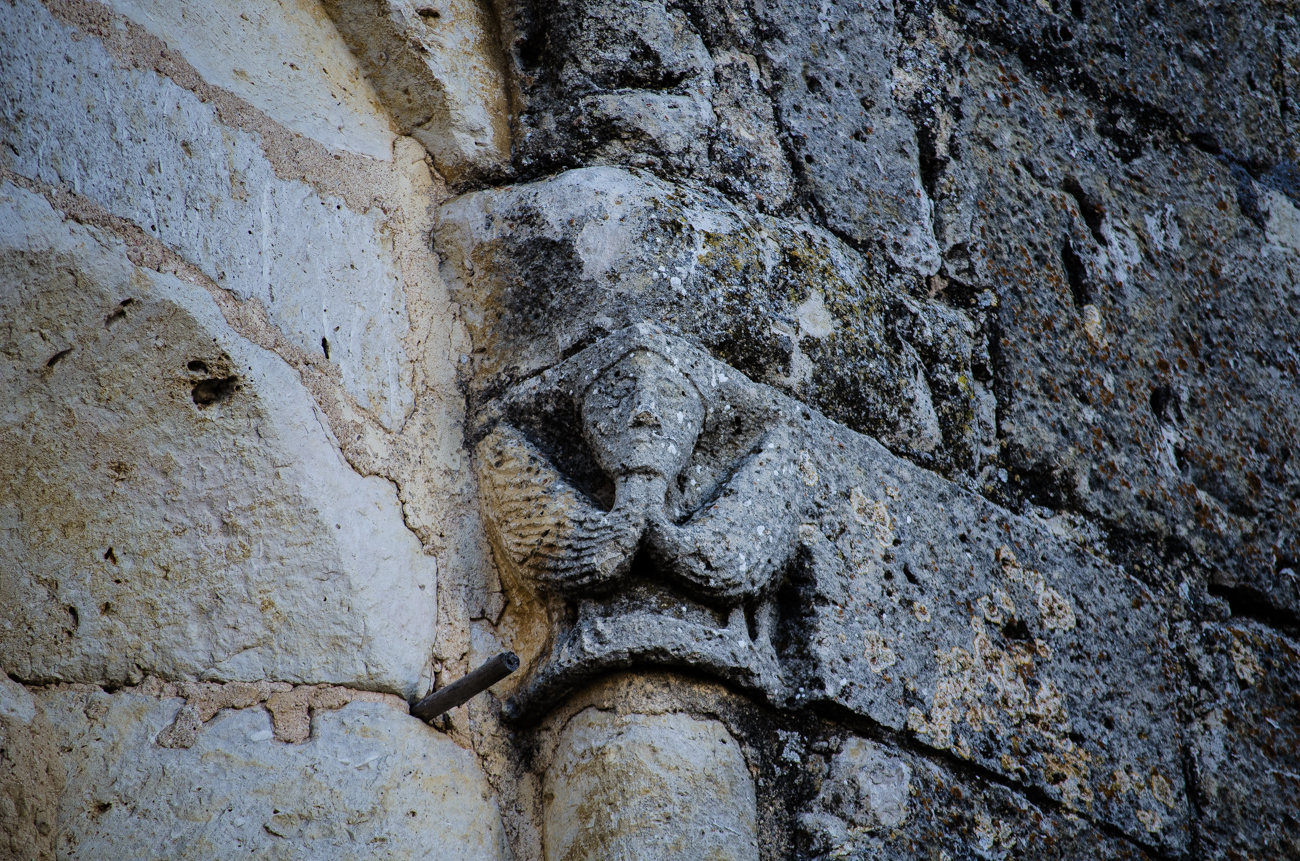
Iglesia de Eulalia. Cimacio románico. Escena de la pesca milagrosa.
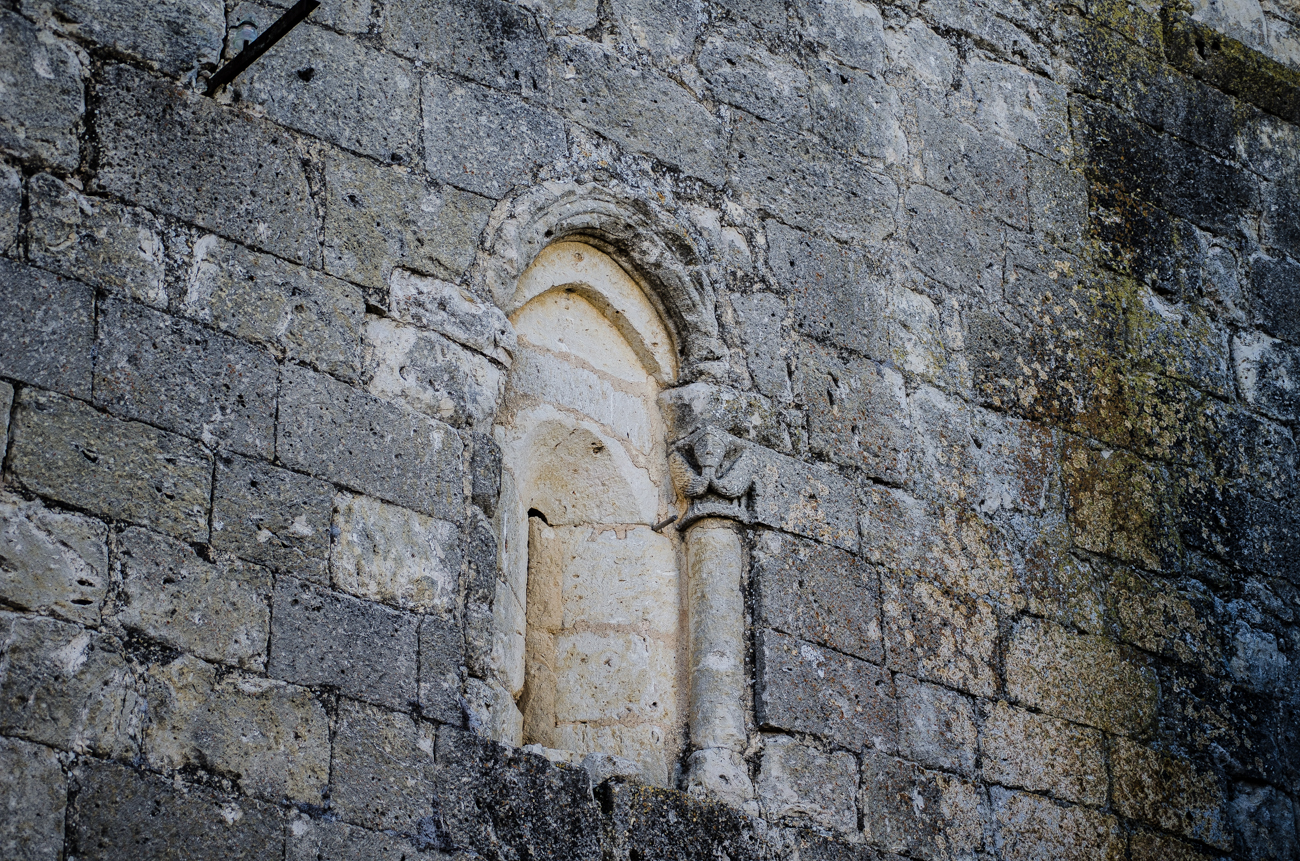
Iglesia de Eulalia. Ventana con saetera, columnillas y cimacio.
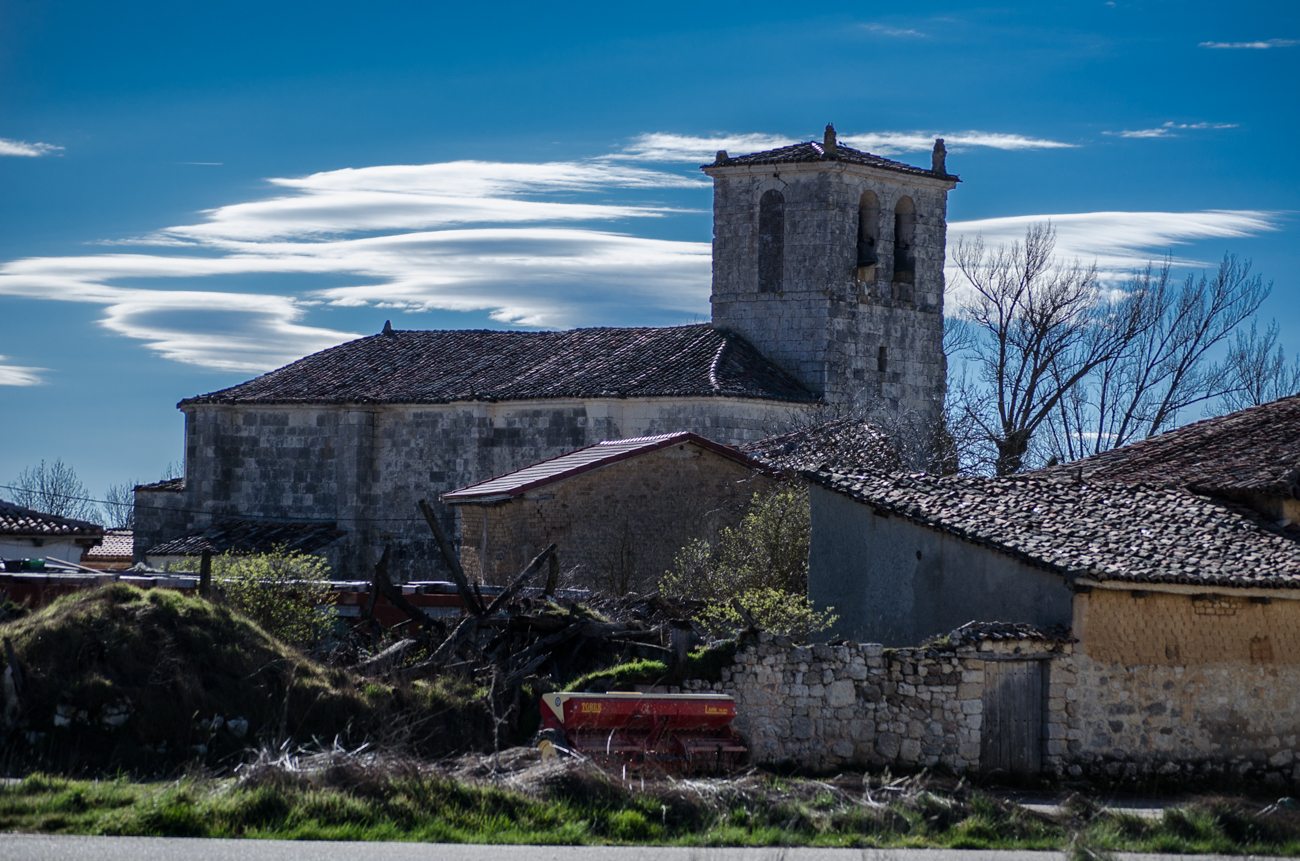
Iglesia de Eulalia.

Ermita de Nuestra Señora de BrezosaSe ubica en el lugar del despoblado de Santa María de Brezosa, citado en 1515, situado a 1 km al noroeste de Palazuelos. Edificio de sillería caliza. Tiene dos secciones diferenciadas: nave románica de principios del siglo XIII y cabecera reformada en época más moderna. Portada románica con algunos elementos como elementos botánicos, columnillas con capiteles casi perdidos; en uno de ellos se aprecian dos cuadrúpedos. Canecillos de nacela en el ala sur. Románico tardío arcaizante, probablemente de principios del siglo XIII. Altar individualizado en altura por dos escalones.

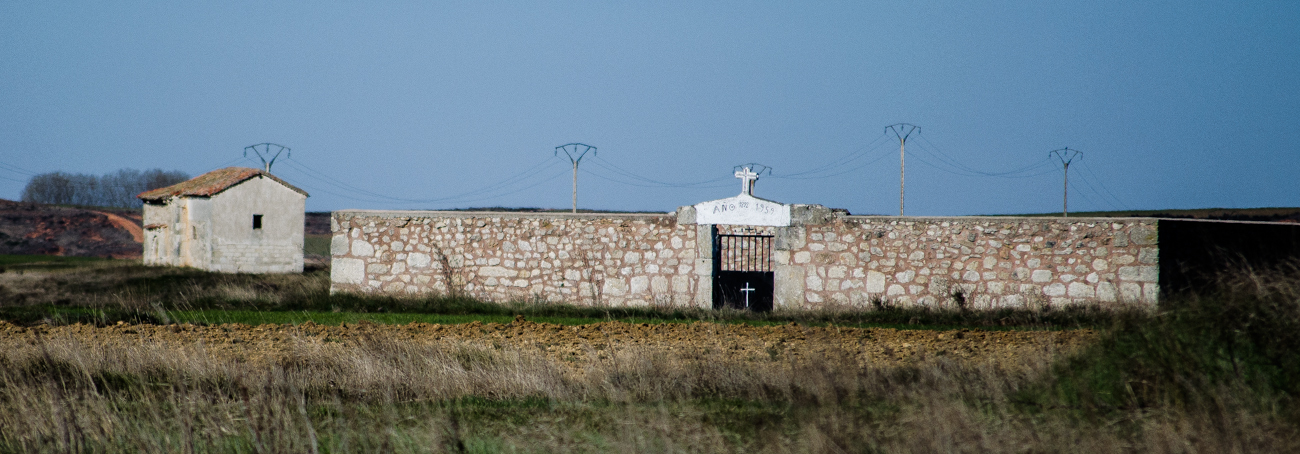
Cementerio. A la izquierda ermita de Nuestra Señora de Brezosa.

Casona de piedraBlasonada, con dos escudos en la fachada.

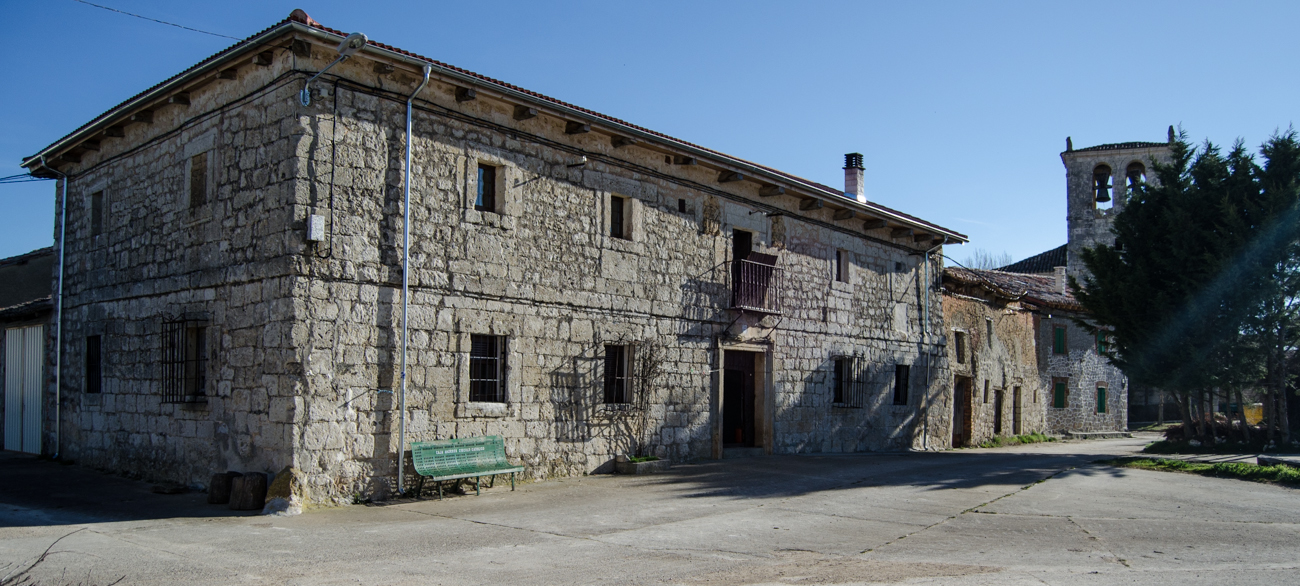
Casona blasonada. Vista general.
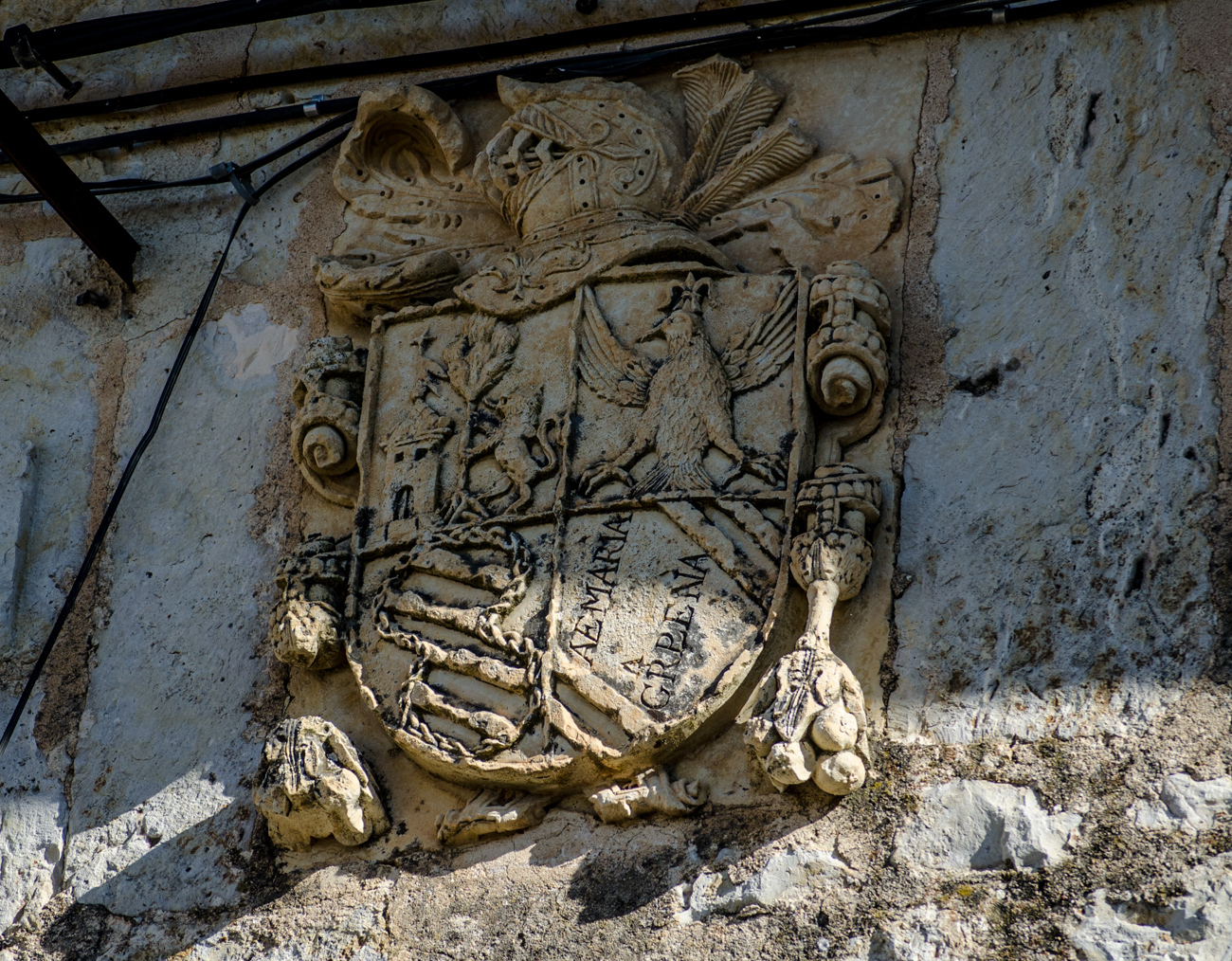
Casona blasonada. Escudo.
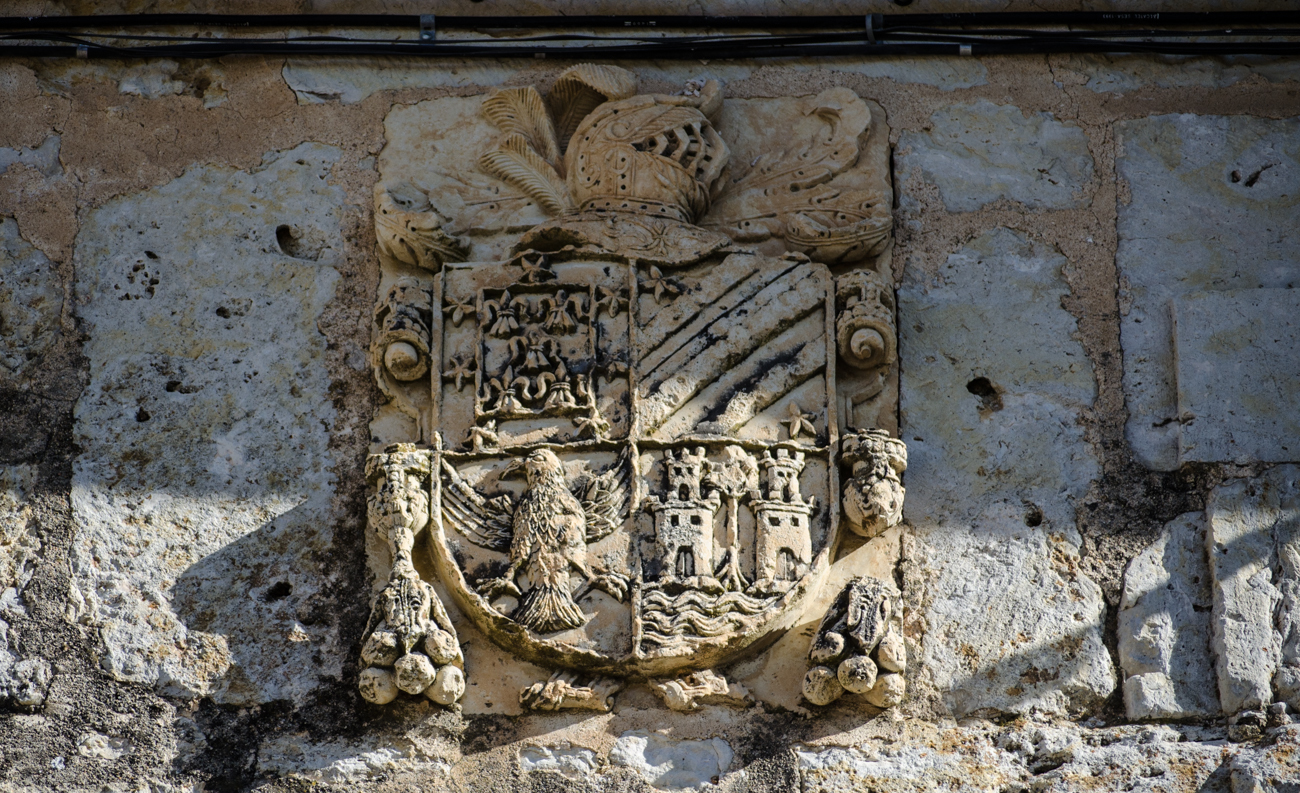
Casona blasonada. Escudo.

Arquitectura popularEn adobe blanco, piedra y vigas de madera a la vista.

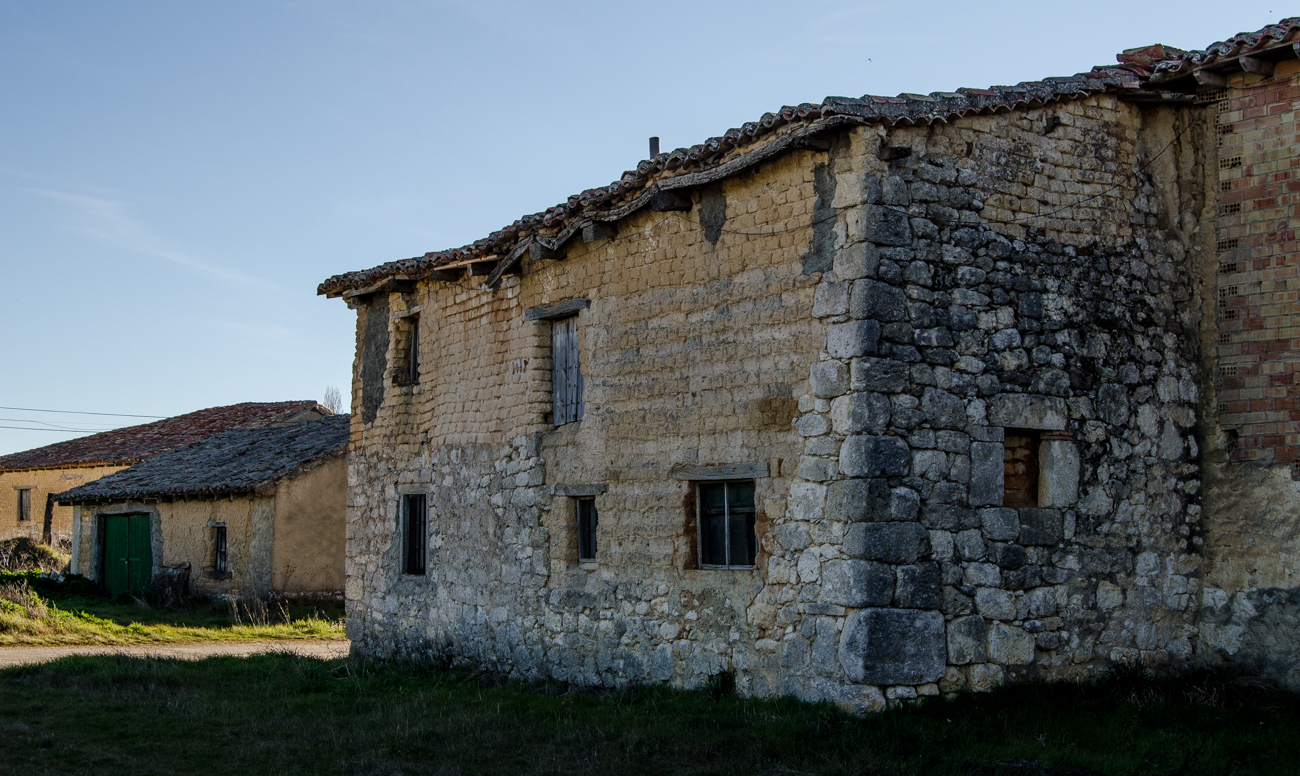
Arquitectura popular.
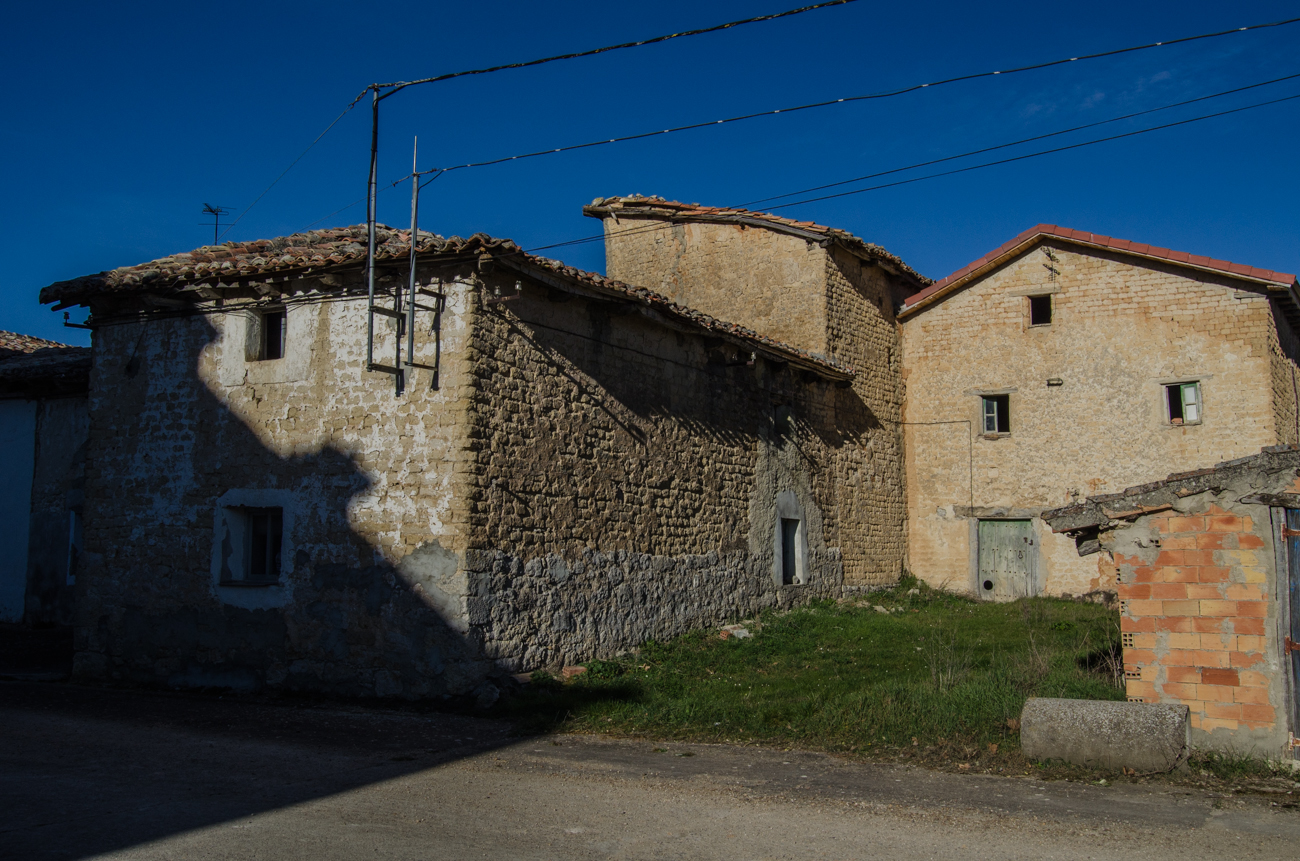
Arquitectura popular.
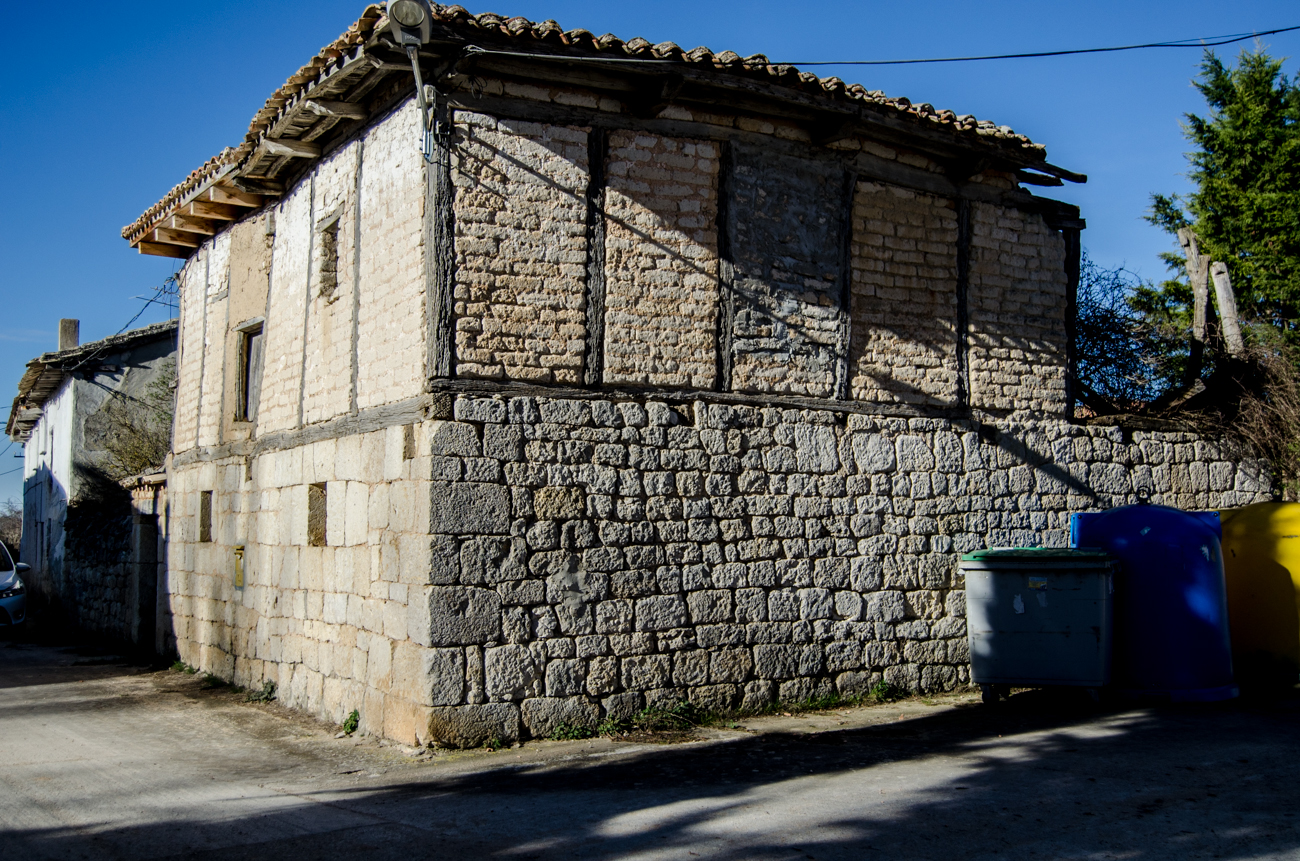
Arquitectura popular.
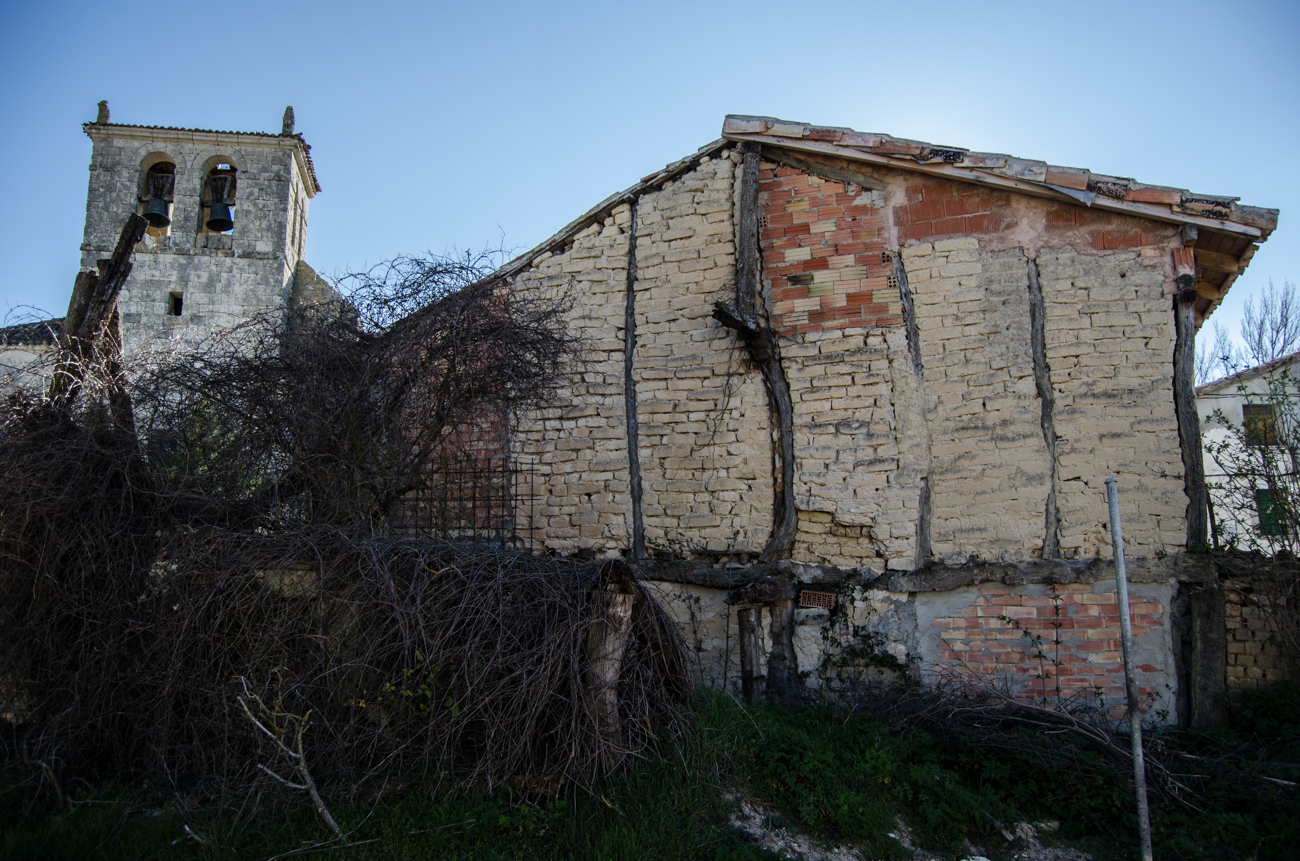
Arquitectura popular.
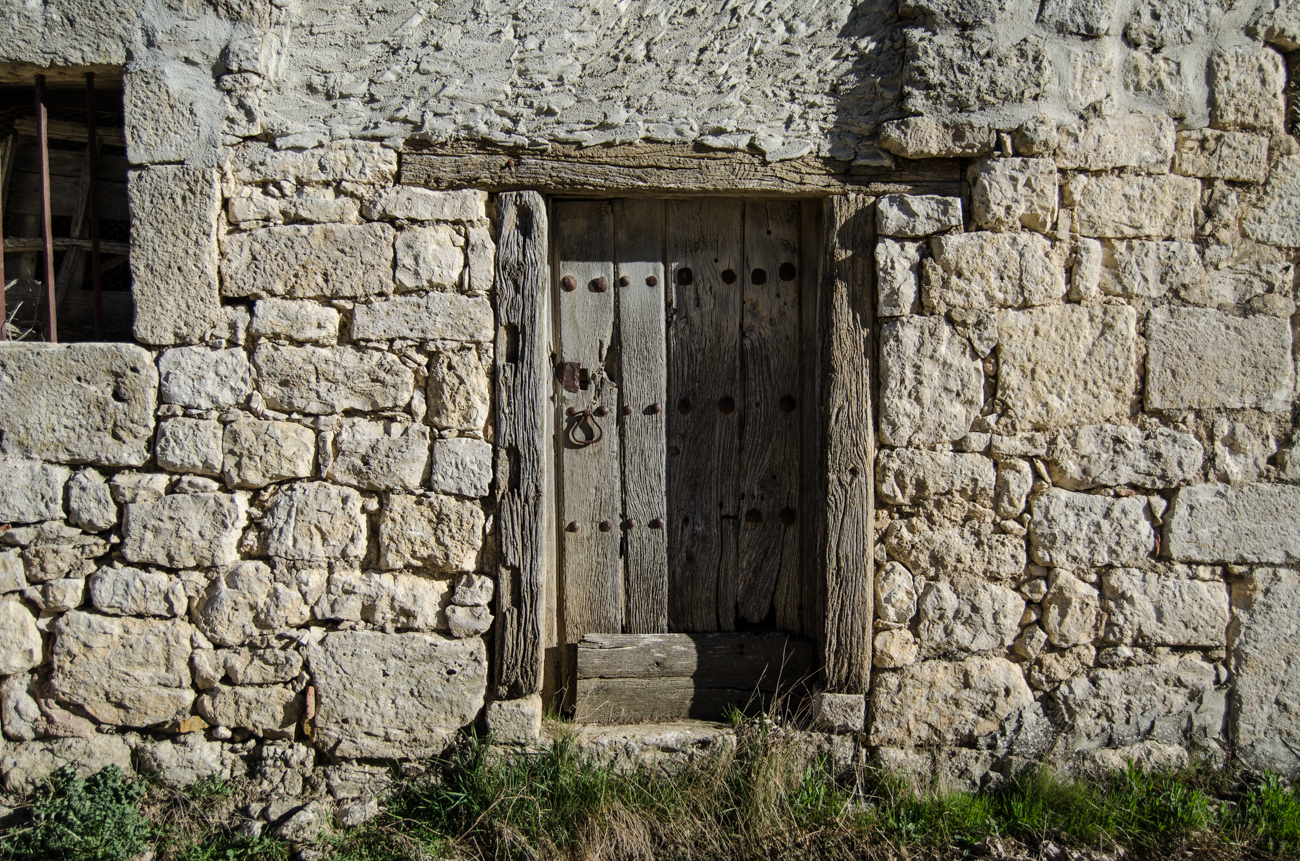
Arquitectura popular.

Estela Discoidal de piedra caliza. En anverso y el reverso presenta una cruz griega en bajorrelieve.
Puente con arco de medio punto y calzadaDesaparecidos. Tenía incluida una fuente abovedada, todo ello de tradición romana. Un vecino de la localidad informó sobre la desaparición hace años de estos elementos como consecuencia de la reparación del camino en que estaban.

## Despoblados

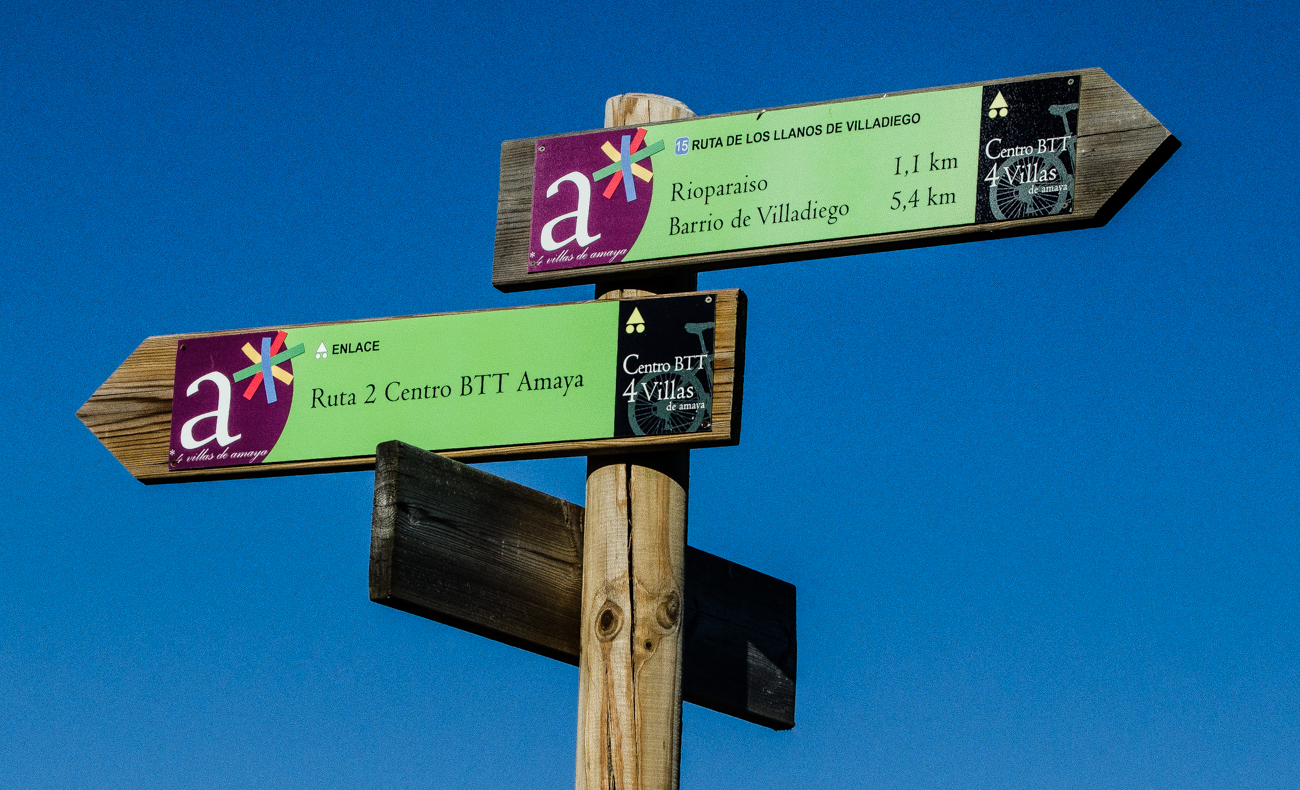
Indicadores BTT en Palazuelos.

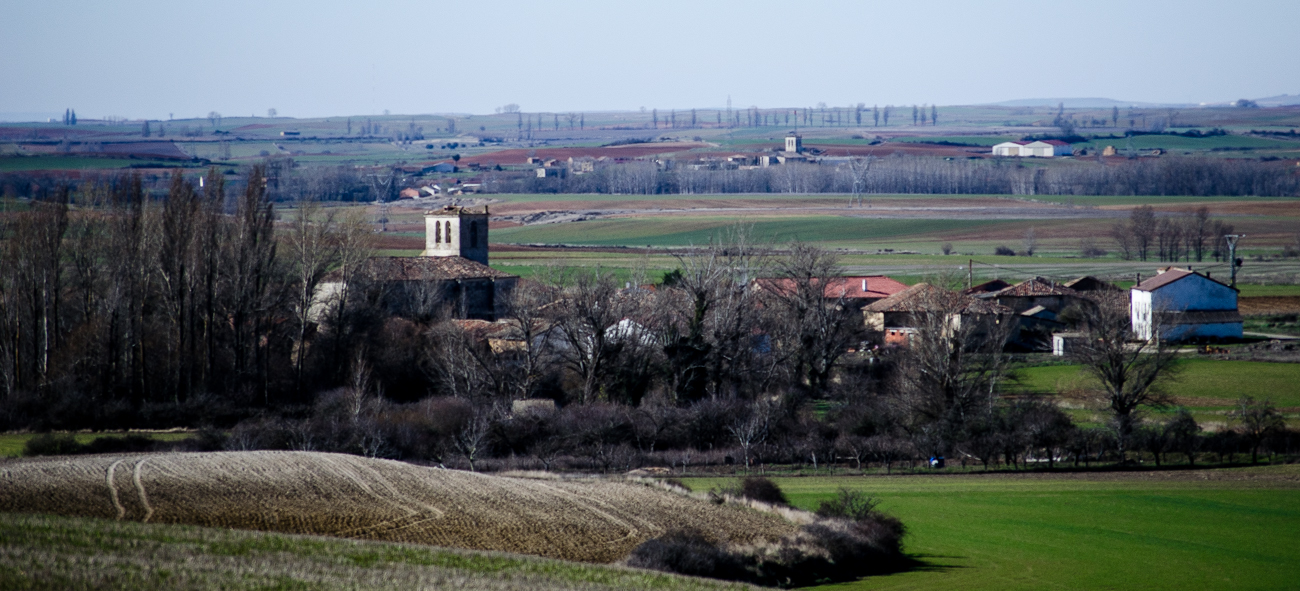
Palazuelos de Villadiego en primer plano. Sandoval de la Reina al fondo. Vista desde la ermita de San Juan, de Rioparaíso.

Santa María de Brezosa Citado en los préstamos del obispado de Burgos en 1515. Situado en la margen derecha del arroyo Cofrades. Según los vecinos de la localidad en este entorno se han encontrado losas al arar. Se han encontrado cerámicas realizadas a torno y torneta, escorias y materiales constructivos (tejas, ladrillo macizo). Solo queda en pie la ermita.
Despoblado en el término de Genilla Se ubicaba junto a la margen derecha del arroyo Genilla, en dos núcleos de poblamiento muy próximos. Gonzalo Martínez Díez cita este despoblado a partir de la tradición oral, sin afirmar que Genilla fuese su nombre. Se han encontrado restos de tejas, cerámica realizada a torno e industria lítica hecha en sílex y cuarcita.

## Ocio
Fiesta patronal de Santa Eulalia de Mérida10 de diciembre. Al final de la misa se adora la reliquia de San Serapio.
Coto de cazaConstituido en 2014.
Ruta BTT Los Llanos de VilladiegoSeñalizada. 28 km. Desnivel 370 m.

## Galería de fotos

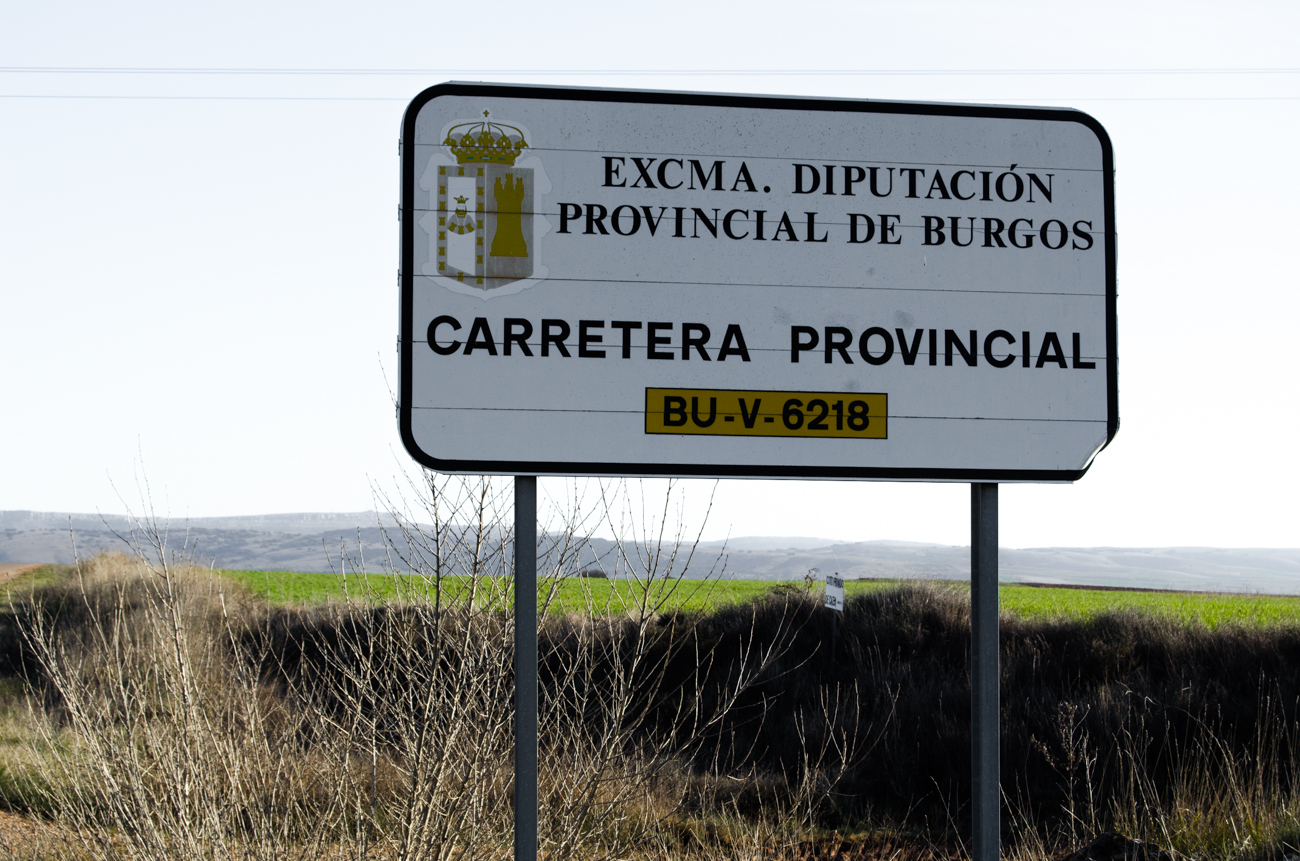
Carretera provincial BU-V-6218.
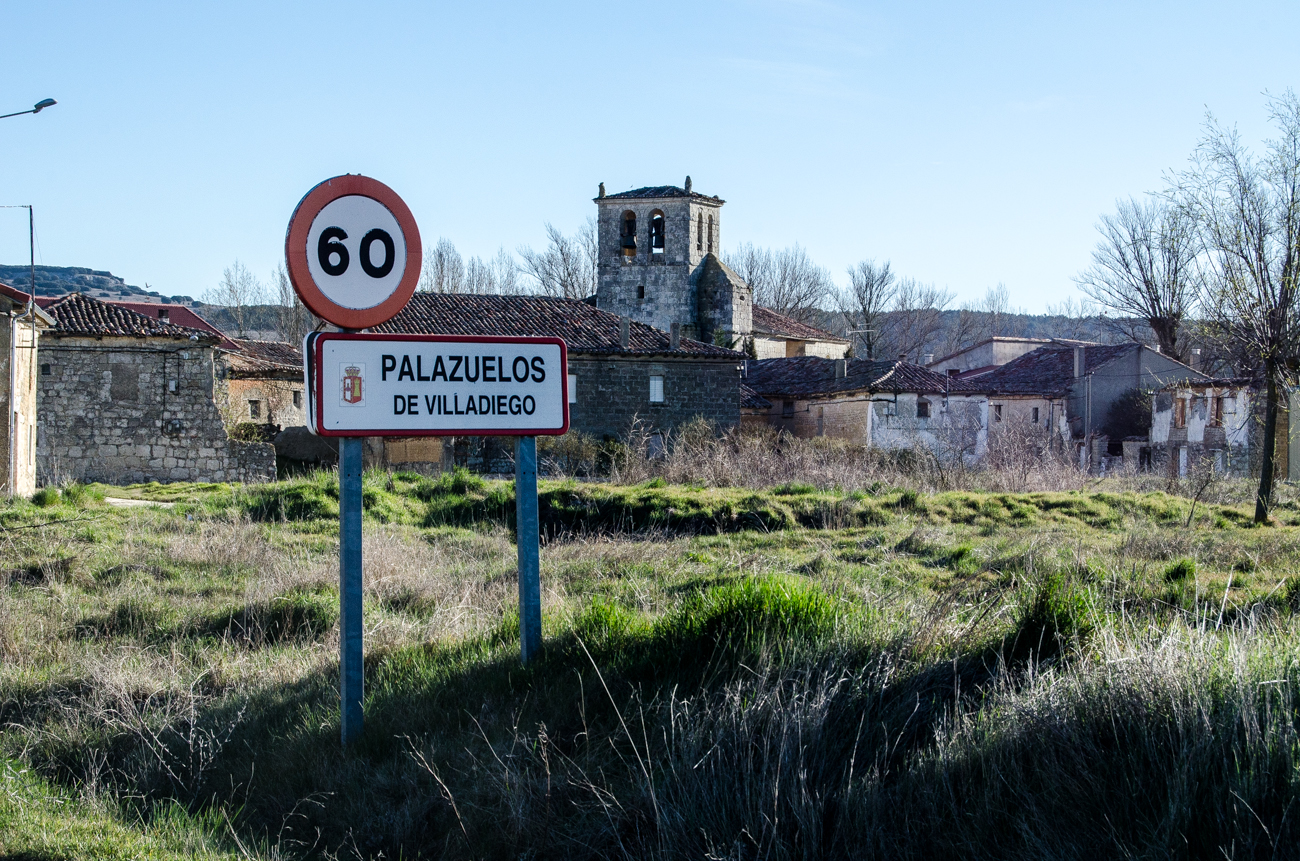
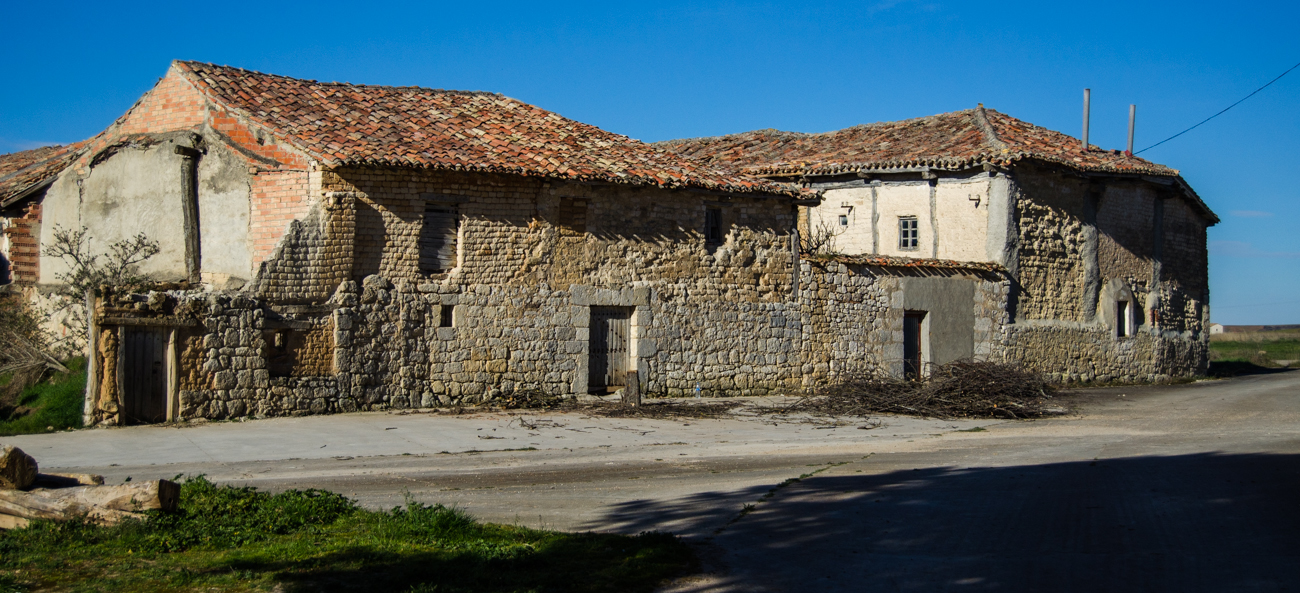
Casco urbano.
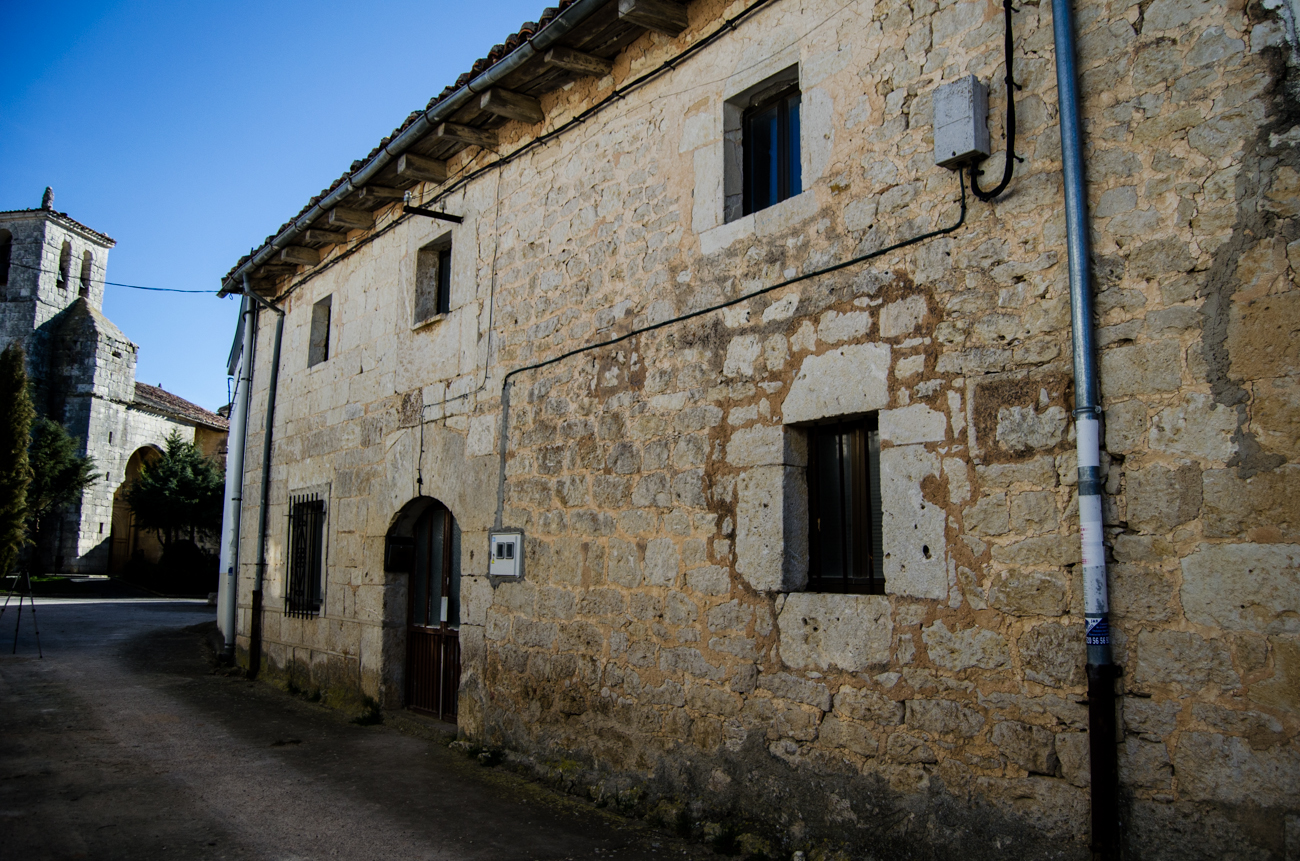
Casco urbano.

- Datos: Q6058811
- Multimedia: Palazuelos de Villadiego / Q6058811